# Station Kerhuon
Station Kerhuon is het spoorwegstation van de Franse gemeente Le Relecq-Kerhuon. Het is het laatste station naar het westen voor Brest. Het wordt bediend door treinen van het netwerk TER Bretagne op de trajecten Brest - Morlaix en Brest - Quimper.
Het ligt eveneens op het traject van de TGV naar Parijs.